# Разъезд 60
Разъезд 60 — разъезд в Карагандинской области Казахстана. Находится в подчинении городской администрации Жезказгана. Входит в состав Кенгирского сельского округа. Код КАТО — 351839300.

## Население
По данным 1999 года, в разъезде не было постоянного населения. По данным переписи 2009 года, в разъезде проживал 51 человек (22 мужчины и 29 женщин).